# Поповские Выселки
Поповские Выселки — деревня в Касимовском районе Рязанской области. Входит в Ахматовское сельское поселение

## География
Находится в северо-восточной части Рязанской области на расстоянии приблизительно 3 км на восток-юго-восток по прямой от районного центра города Касимов.

## История
В 1859 году здесь еще не было учтено населенного пункта, в 1897 уже отмечена деревня Касимовского уезда Рязанской губернии, в которой было учтено 4 двора.

## Население
Численность населения: 49 человек (1897 год), 15 в 2002 году (русские 100 %), 5 в 2010.